# Невенка Петрич
Невенка Петрич (11 березня 1927, Масловаре — 27 січня 2015, Белград) — сербська письменниця, поетеса, педагог і експерт в області планування сім'ї та гендерних відносин. Вона приєдналася до партизанів у віці 14 років. Стала керівником охорони здоров'я та соціальної політики в югославському місцевому самоврядуванні. Була також членом Югославських жіночих зборів, секретарем Конференції з соціальної діяльності югославських жінок (1961—1969) і президентом Ради з планування сім'ї Югославії (1968—1976). Вона представляла Європу в Центральній раді Міжнародної федерації планованого батьківства і була президентом Європейського комітету за освітою в цьому органі. Допомагала дослідницьким проектам Фонду ООН в області народонаселення, а також керувала курсом ООН з гендерних відносин і батьківства для учнів з країн, що розвиваються.
Петрич опублікувала безліч робіт з планування сім'ї та гендерних відносин, а також писала вірші, опубліковані в чотирьох збірниках.

## Біографія

### Дитинство
Невенка Петрич народилася 11 березня 1927 року в Масловаре (тоді Королівство сербів, хорватів і словенців, нині — Республіка Сербська, Боснія і Герцеговина). Після закінчення початкової школи Невенка Петрич відвідувала Громадянську школу для дівчаток в Баня-Луці, але після вторгнення в Югославію 6 квітня 1941 всі школи перестали працювати. Вся її родина приєдналася до партизанів у 1941 році, в тому числі і 14-річна Невенка.

### Народно-визвольна війна 1941—1945
Під час Народно-визвольної війни в Югославії (1941—1945), Невенка Петрич боролася проти німецьких окупантів і колабораціоністів, і через деякий час стала командиром підрозділу. Вона брала активну участь у створенні антифашистських молодіжних організацій. За бойові заслуги вона була нагороджена медаллю «Партизанська пам'ять» та іншими нагородами.
На першій районній комісії комсомолу Баня-Луки Невенка була обрана першою головою Об'єднаного союзу антифашистської молоді Югославії (USAOJ) в районі Баня-Лука. Пізніше на конференції молоді Центральної Боснії, що відбулася в Тесліче у вересні 1944 року, вона також була обрана головою USAOJ в центральній частині Боснії.

### Після звільнення
Відразу ж після звільнення країни навесні 1945 року Невенка Петрич була на адміністративній роботі в Баня-Луку. 22 квітня 1945 року вона була призначена першим головою молоді митрополії Баня-Луки, і незабаром після цього вона була обрана на посаду голови райкому USAOJ по району Баня-Лука. У 1949 році вона була призначена організаційним секретарем, з 1950 року — головою окружного комітету народної молоді Боснійської Країни. Працюючи на цій посаді, вона була спрямована в Вищу Політичну школу в Белграді (1951—1954), яку вона закінчила з відзнакою. У 1954 році вона повернулася в Баня-Луку і була призначена головною посадовою особою з питань охорони здоров'я та соціальної політики в муніципальній раді Баня-Луки. У 1956 році вона працювала головним посадовцем з охорони здоров'я та соціальної політики в Старі Граді, одному з центральних муніципалітетів Белграда.

### Робота на державному рівні
Петрич була обрана в Асамблею представників жінок всіх республік і автономних провінцій Югославії, яка проходила в Загребі 2-4 травня 1961 року. Була секретарем Конференції з соціальної діяльності югославських жінок. Вона займала цю посаду два чотирирічних терміни і активно займалася міжнародними питаннями. У цей період Петрич займалася наукою і освітою як на регіональному, так і на державному рівні.
У 1967 році вона була обрана віце-президентом Ради з планування сім'ї Югославії. У наступному році вона була обрана президентом на чотирирічний термін і після цього переобрала на ту ж посаду ще на чотири роки.

### Міжнародна діяльність
В якості голови Ради з планування сім'ї Югославії, вона займалася міжнародною діяльністю в цій галузі. Вона була представницею Югославії від цієї міжнародної організації в Лондоні. На цій посаді вона була обрана президентом Європейського комітету за освітою Міжнародної федерації з планування сім'ї і членом відповідного комітету на міжнародному рівні в якості європейського представника. Вона також була членом Центральної ради Міжнародної федерації планованого батьківства як представниця Європи.
З 1982 по 1992 рік вона була директором міжнародного курсу ООН «Гуманізація відносин між статями і відповідальне батьківство», який був створений в університеті Сараєва. У цьому курсі брали участь представники багатьох країн, що розвиваються.
Невенка Петрик також була експертом Фонду ООН в області народонаселення з 1982 по 1992 рік. На цій посаді вона іноді брала участь в ряді науково-дослідних проектів в Індії, Індонезії, Греції, Румунії та інших країнах.

### Інша діяльність
Петрич була членом Спілки письменників Сербії і віце-президентом Спілки письменників Югославії. Вона також була членом Комітету з міжнародної співпраці Сербії SUBNOR (Союзу асоціацій бійців у Визвольній війні 1941—1945 років).

## Освіта
Петрич закінчила філософський факультет Белградського університету в 1963 році. У 1987 році отримала ступінь доктора філософії на філософському факультеті університету Сараєво, захистивши дисертацію на тему свобод людини, народження і самоврядування.

### Наукові роботи
Невенка Петрич опублікувала тринадцять книг, в тому числі трилогію «І звіјезде смо досезалі» (I, II і III) (1996) [1]. Крім того, бібліографія Невенкі Петрич, до якої увійшли 893 її публікації за 50 років, була видана в 1997 році під назвою «Невенка Петріћ: Бібліографіја 1945—1995». Також була опублікована книга «Сто педесет година моје породіце 1855—2005» (2006) [2]. Її докторська дисертація Човјекове слободі, рађање, самоуправљање ", в якій підкреслюється конституційне право людини на планування сім'ї в Югославії, також була опублікована [3].

### Поезія
Невенка Петрич випустила чотири збірки віршів сербською:
- «Тражіх трачак СУНЦ погледом», 1993
- «Запис на вітрі», Београд, 1994
- «Пролепні акорди», Београд, 1994
- «Кап росі на квітці», Београд, 1996.